# Епархия Солфорда
Епархия Солфорда — римско-католический диоцез с центром в городе Солфорд графства Большой Манчестер в Англии. Диоцез основан в 1850 году, один из 13 первоначальных диоцезов, образованных папой Пием IX после восстановления католической иерархической структуры в Англии и Уэльсе. В 1911 году диоцез перевели в провинцию Ливерпуля.   
Площадь диоцеза составляет 1,600 км² и включает графства: частично Большой Манчестер и частично Ланкашир. Диоцез насчитывает 207 приходов. Кафедральный собор — собор Святого Иоанна Евангелиста на Чапел-стрит в центре Солфорда . 
В настоящий момент пост епископа Солфорда занимает Джон Арнольд, 11-й епископ Солфорда, который сменил Теренса Брейна, ушедшего на покой в 2014 году. Предположительно, Арнольд выйдет на пенсию в 2028 году.

## Епископы
- Уильям Тернер (27 июня 1851 — † 13 июля 1872)
- Герберт Вон (27 сентября 1872 — 8 апреля 1892), стал архиепископом Вестминстера (кардинал с 1893 года)
- Джон Билсборроу (15 июля 1892 — † 5 марта 1903)
- Луи Шарль Касартелли (28 августа 1903 — † 18 января 1925)
- Томас Хеншоу (14 декабря 1925 — † 23 сентября 1938)
- Генри Винсент Маршалл (5 августа 1939 — † 14 апреля 1955)
- Джордж Эндрю Бек (28 ноября 1955 — 29 января 1964), стал архиепископом Ливерпуля
- Томас Холланд (28 августа 1964 — 22 июня 1983), вышел на пенсию
- Патрик Альтхем Келли (9 марта 1984 — 21 мая 1996), стал архиепископом Ливерпуля
- Теренс Брейн (2 сентября 1997 — 2 октября 2014), вышел на пенсию
- Джон Арнольд (с 30 сентября 2014)